# Sergio Zijler
Sergio Zijler (ur. 8 lipca 1987 w Rotterdamie) to holenderski piłkarz występujący na pozycji napastnika. Od 2011 roku gra w Ordusporze.
W sezonie 2006/07 Zijler zadebiutował w pierwszej drużynie FC Twente i do końca rozgrywek rozegrał 12 spotkań, w trakcie których zdobył dwa gole, oba w wygranym 7:1 mecz z FC Groningen. W styczniu 2008 roku Zijler został za nieujawnioną kwotę sprzedany do Willem II Tilburg. Przed sezonem 2010/11 odszedł z klubu i od tej pory pozostaje wolnym zawodnikiem. Pod koniec września 2010 roku był testowany przez Polonię Warszawa, jednakże testów nie przeszedł. Na początku listopada 2010 roku pojawił się na testach w Arce Gdynia. W 2011 roku przeszedł do HNK Rijeka, a latem 2011 został zawodnikiem Ordusporu.